# (946) Poësia
(946) Poësia és un asteroide del cinturó principal descobert per l'astrònom Max Wolf en 1921 des de l'observatori d'Heidelberg-Königstuhl, Heidelberg, Königstuhl, (Alemanya).
(946) Poësia pertany a la família Temis.
Porta el seu nom en honor de la deessa de la poesia.
S'estima que té un diàmetre de 43,75 ± 4,6 km. La seva distància mínima d'intersecció de l'òrbita terrestre és d'1,68272 ua. El seu TJ és de 3,201.
Les observacions fotomètriques recollides d'aquest asteroide mostren un període de rotació de 108,5 hores, amb una variació de lluentor de 10,42 de magnitud absoluta.